# هپی، تگزاس (فیلم)
هپی، تگزاس (انگلیسی: Happy, Texas) یک فیلم است که در سال ۱۹۹۹ منتشر شد.

## بازیگران
- استیو زان
- ویلیام اچ میسی
- الی وکر
- ایلیانا داگلاس
- ام. سی. گاینی
- ران پرلمن
- پال دولی